# Olympische Sommerspiele 2012/Schwimmen – 1500 m Freistil (Männer)
Der Wettbewerb über 1500 Meter Freistil der Männer bei den Olympischen Spielen 2012 in London wurde am 3. und 4. August 2012 im London Aquatics Centre ausgetragen. 31 Athleten nahmen daran teil.
Es fanden vier Vorläufe statt. Die acht schnellsten Schwimmer aller Vorläufe qualifizierten sich für das Finale.
Abkürzungen: WR = Weltrekord, OR = olympischer Rekord, NR = nationaler Rekord, PB = persönliche Bestleistung, JWB = Jahresweltbestzeit

## Bestehende Rekorde
| Weltrekord         | Sun Yang ( Volksrepublik China) | 14:34,14 min | Shanghai, Volksrepublik China | 31. Juli 2011   |
| Olympischer Rekord | Grant Hackett ( Australien)     | 14:38,92 min | Peking, Volksrepublik China   | 15. August 2008 |

## Titelträger
| Olympiasieger     | Oussama Mellouli ( Tunesien)    | 14:40,84 min | Peking 2008   |
| Weltmeister       | Sun Yang ( Volksrepublik China) | 14:34,14 min | Shanghai 2011 |
| Europameister     | Gregorio Paltrinieri ( Italien) | 14:48,92 min | Debrecen 2012 |
| Deutscher Meister | Martin Grodzki                  | 15:10,47 min | Berlin 2012   |

## Vorlauf

### Vorlauf 1
3. August 2012
| Platz | Name                | Nation     | Zeit         | Anmerkung |
| ----- | ------------------- | ---------- | ------------ | --------- |
| 1     | Arturo Pérez Vertti | Mexiko     | 15:25,91 min |           |
| 2     | Jan Micka           | Tschechien | 15:29,34 min |           |
| 3     | Anton Sveinn McKee  | Island     | 15:29,40 min | NR        |
| 4     | Ediz Yıldırımer     | Türkei     | 15:29,97 min |           |
| 5     | Wenzislaw Ajdarski  | Bulgarien  | 15:34,86 min |           |
| 6     | Uladsimir Schyharau | Belarus    | 15:48,67 min |           |
| 7     | Gagan Ullalmath     | Indien     | 16:31,14 min |           |

### Vorlauf 2
3. August 2012
| Platz | Name                 | Nation         | Zeit         | Anmerkung |
| ----- | -------------------- | -------------- | ------------ | --------- |
| 1     | Gregorio Paltrinieri | Italien        | 14:50,11 min |           |
| 2     | Daniel Fogg          | Großbritannien | 14:56,12 min |           |
| 3     | Mateusz Sawrymowicz  | Polen          | 14:57,59 min |           |
| 4     | Gabriele Detti       | Italien        | 15:06,22 min |           |
| 5     | Gergő Kis            | Ungarn         | 15:21,74 min |           |
| 6     | Heerden Herman       | Südafrika      | 15:25,71 min |           |
| 7     | Alejandro Gómez      | Venezuela      | 15:27,38 min |           |
| 8     | Matias Koski         | Finnland       | 15:34,80 min |           |

### Vorlauf 3
3. August 2012
| Platz | Name                | Nation             | Zeit         | Anmerkung |
| ----- | ------------------- | ------------------ | ------------ | --------- |
| 1     | Ryan Cochrane       | Kanada             | 14:49,31 min |           |
| 2     | Park Tae-hwan       | Südkorea           | 14:56,89 min |           |
| 3     | Connor Jaeger       | Vereinigte Staaten | 14,57,56 min |           |
| 4     | Gergely Gyurta      | Ungarn             | 15:04,22 min |           |
| 5     | Damien Joly         | Frankreich         | 15:08,50 min |           |
| 6     | Dai Jun             | China              | 15:13,90 min |           |
| 7     | David Davies        | Großbritannien     | 15:14,77 min |           |
| 8     | Juan Martín Pereyra | Argentinien        | 15:36,72 min |           |

### Vorlauf 4
3. August 2012
| Platz | Name             | Nation             | Zeit         | Anmerkung |
| ----- | ---------------- | ------------------ | ------------ | --------- |
| 1     | Sun Yang         | China              | 14:43,25 min |           |
| 2     | Oussama Mellouli | Tunesien           | 14:46,23 min |           |
| 3     | Andrew Gemmell   | Vereinigte Staaten | 14:59,05 min |           |
| 4     | Serhij Frolow    | Ukraine            | 14:59,19 min | NR        |
| 5     | Job Kienhuis     | Niederlande        | 15:03,16 min |           |
| 6     | Pál Joensen      | Dänemark           | 15:18,42 min |           |
| 7     | Jarrod Poort     | Australien         | 15:20,82 min |           |
| 8     | Anthony Pannier  | Frankreich         | 15:24,08 min |           |

## Finale
4. August 2012, 19:36 Uhr MEZ
| Platz | Name                 | Nation             | Zeit         | Anmerkung |
| ----- | -------------------- | ------------------ | ------------ | --------- |
| 1     | Sun Yang             | China              | 14:31,02 min | WR, OR    |
| 2     | Ryan Cochrane        | Kanada             | 14:39,63 min | NR        |
| 3     | Oussama Mellouli     | Tunesien           | 14:40,31 min |           |
| 4     | Park Tae-hwan        | Südkorea           | 14:50,61 min | NR        |
| 5     | Gregorio Paltrinieri | Italien            | 14:51,92 min |           |
| 6     | Connor Jaeger        | Vereinigte Staaten | 14:52,99 min |           |
| 7     | Mateusz Sawrymowicz  | Polen              | 14:54,32 min |           |
| 8     | Daniel Fogg          | Großbritannien     | 15:00,76 min |           |

Yang, Doppelolympiasieger, verbesserte den Weltrekord um über drei Sekunden. Dabei verursachte er im Finale einen Fehlstart, für den er jedoch nicht disqualifiziert wurde, weil er durch ein Geräusch in der Zuschauermenge irritiert wurde.

Cochranes Zeit bedeutete zugleich neuer Nordamerika-Rekord.